# Lémeré
Lémeré település Franciaországban, Indre-et-Loire megyében. Lakosainak száma 414 fő (2022. január 1.). Lémeré Anché, Assay, Brizay, Champigny-sur-Veude, Ligré, Sazilly, Tavant és La Tour-Saint-Gelin községekkel határos.

## Népesség
A település népességének változása:
| Lakosok száma | 479  | 380  | 365  | 399  | 485  | 503  | 518  | 531  | 492  | 414  |
|               | 1968 | 1982 | 1990 | 2006 | 2013 | 2015 | 2017 | 2019 | 2020 | 2022 |